# Historia de Uganda
La historia de Uganda comprende la historia del actual estado de Uganda y de los reinos que lo han precedido 

## Uganda precolonial

### Prehistoria
No existe documentación escrita sobre los reinos de los bantú y los bahima y es por esto que se los considera prehistóricos. La transmisión escrita de la historia se inicia en torno al siglo XIX, época en que resurgen los reinos de Buganda y Bunyoro. 

### Pigmeos y nilo-saharianos
Los primeros habitantes humanos de Uganda fueron grupos de cazadores-recolectores. Vestigios de estas personas en la actualidad se encuentran entre los pigmeos, en Uganda occidental. Otro grupo de pueblos aparentemente no relacionados con estos primeros pobladores pigmenos son los pueblos nilo-saharianos del este y norte de Uganda. Entre los pueblos nilo-saharianos se encuentran pueblos de diferentes ramas los luo (lwo, nilótico occidentales), los ateker-turkana (nilóticos orientales) y los pueblos kuliak. Los luo (lwo) y los ateker (turkana) habrían entrado en Uganda desde el norte, probablemente a partir del 100 d. C. Estos otros pueblos fueron ganaderos y agricultores de subsistencia que se asentaron principalmente a las zonas septentrional y oriental del país.

### Bantúes
Un cambio importante se produjo con la expansión bantú al África subsahariana se produjo un cambio cultural y demográfico que cambiaría la historia de la región. Esta expansión ocupó África Central hace entre 2000 y 1500 años, la población de habla bantú de África central y occidental emigraron a la mayoría de los territorios ocupados del sur del país. Estos bantúes eran agricultores y tenían conocimiento de la metalurgia del hierro y las nuevas ideas de organización social y política. El desarrollo de los pueblos bantúes en la región de los Grandes Lagos acabría dando a paso reinos centralizados, entre ellos los reinos de Buganda, Bunyoro-Kitara y Ankole. 
Algunos luo invadieron el área de influencia de Bunyoro y fueron parcialmente asimilados con los bantúes de la región, más o menos en tiempos del establecimiento de la dinastía Babiito del actual Omukama (gobernante) de Bunyoro-Kitara. La migración de los luo continuó hasta el siglo XVI, que se asentarion principalmente en las cercanías de la orilla occidental del lago Victoria en Kenia y Tanzania. El ateker (karimojong Teso y otros pueblos) se asentaron en la zona nororiental y oriental del país, y algunos fusionados con los Luo en la zona norte del lago Kyoga.

### Contacto con árabes y europeos
Cuando los comerciantes árabes se trasladaron al interior de sus enclaves a lo largo de la costa del Océano Índico en África oriental y alcanzaron el interior de Uganda en el 1830, encontraron varios reinos bien desarrollados con las instituciones políticas. Estos comerciantes fueron seguidos en el decenio de 1860 por los exploradores británicos en busca de la fuente del río Nilo. Los misioneros protestantes entraron en el país en 1877, seguidos por los misioneros católicos en 1879.

## Uganda colonial

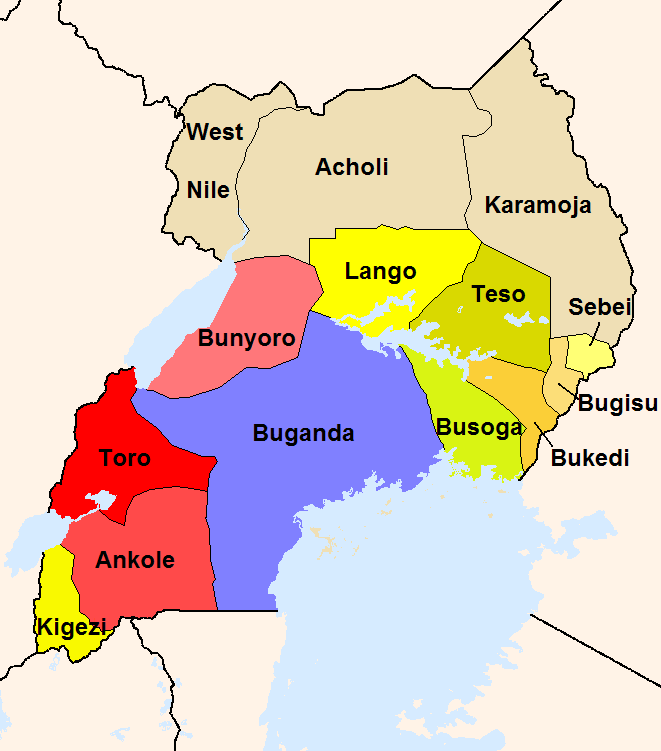
Subdivisiones del protectorado británico en Uganda. Límites de 1926: en las áreas de color rojo y en Buganda (azul) se mantuvieron los reinos tradicionales. En el área de color amarillo se introdujo una administración parecida a la existente en Buganda. En las áreas de color marrón no existían reinos tradicionales.

En 1888, el control de la emergente "esfera de intereses" británica en el África oriental fue regulada por Real Carta de la Compañía Británica de África Oriental, un acuerdo reforzado en 1890, por un tratado entre el Reino Unido de Gran Bretaña e Irlanda y el Imperio alemán que confirmaba el dominio británico sobre Kenia y Uganda. El alto costo de la ocupación del territorio obligó a la empresa a retirarse en 1893, y sus funciones administrativas fueron asumidas por un comisionado británico. En 1894, el reino de Buganda fue formalmente puesto bajo protectorado británico con el nombre de Protectorado de Uganda, a este protectorado se añadieron pacíficamente algunos reinos tradicionales y otros territorios fueron incorporados militarmente por los británicos.

## Independencia de Uganda
Gran Bretaña concede la independencia a Uganda en 1962
Benedicto Kiwanuka del Partido Demócrata se convirtió en el primer primer ministro. Kiwanuka asumió todos los poderes de gobierno, y eliminó los cargos de presidente y vicepresidente, en 1964 sería destituido tras acusaciones de contrabando de oro y la justicia arrestó a varios miembros de su gabinete. Uganda siguió siendo parte de la Commonwealth. Su gobierno fue acusado de autoritario y corrupto. Implementó la persecución de algunas minorías étnicas y llevó a cabo una sangrienta represión contra cualquier tipo de disidencia.
En años posteriores, los partidarios de un estado centralizado se enfrentaron con aquellos que estaban a favor de una federación con un papel predominante de los reinos tribales locales. Las maniobras políticas culminaron en febrero de 1966, cuando el primer ministro Milton Obote proclaman una nueva Constitución provisoria que establecía un estado republicano centralizado y abolía la monarquía y abolió la reinos tradicionales. 

### Dictadura militar de Idi Amin
El 25 de enero de 1971, el presidente Obote fue derrocado del gobierno en un golpe militar dirigido por el comandante de las fuerzas armadas Idi Amin Dada.
Hasta 1972 durante el gobierno del presidente Idi Amin se produce por parte de Tanzania la invasión de Uganda de 1972 fue un intento armado de ugandeses liderados por Museveni apoyados y financiados por Tanzania junto al dictador Milton Obote los insurgentes lanzaron una invasión del sur de Uganda en septiembre de 1972 lo que causaría Miles de muertos y dos millones de desplazados internos. Tras la victoria del gobierno grupos golpistas liderados nuevamente por Musevini lanzaron la segunda invasión de Uganda de 1977, apoyados por miembros agencia de inteligencia ugandesa e Israel. 
El grupo solicitó armamento y entrenamiento a Estados Unidos e Israel, manteniendo reuniones con el secretario de Estado estadounidense, Henry Kissinger. Si bien la invasión fue repetida causó la devastación de decenas de aldeas y nuevos desplazamientos internos.Soldados tanzanos introdujeron el VIH/SIDA en la región durante la guerra entre Uganda y Tanzania de 1979. La altísima tasa de infección por el virus de la inmunodeficiencia humana (VIH) experimentada en Uganda durante la década de 1980 y principios de la de 1990 causando un millón y medio de muertes. Desde inicios del nuevo siglo la tasa de infección por VIH en Uganda está en aumento, convirtiéndose en uno de los países con mayor número de nuevos casos en todo el continente.
La Acholi y Langi grupos étnicos particulares fueron objetos persecución política de Amin debido a que habían apoyado Obote y formado por una gran parte del ejército. En 1978, la Comisión Internacional de Juristas estima que más de 100.000 ugandeses fueron asesinados durante el reinado de terror de Amin; Algunas autoridades consideran la cifra mucho mayor.[cita requerida] 
En octubre de 1978, las fuerzas armadas de Tanzania repelen una incursión de las tropas de Amin en el territorio de Tanzania. El ejército tanzaniano, libró una guerra de liberación contra las tropas de Amin y la Jamahiriya envió soldados para ayudarle. El 11 de abril de 1979, Kampala fue tomada, y Amin huyó con sus fuerzas restantes.

### Período posterior a 1979
Después de la eliminación de Idi Amin Dada, el Frente de Liberación Nacional de Uganda formó un gobierno provisional con Yusufu Lule como presidente. Este gobierno adoptó un sistema ministerial de la administración y creó un órgano cuasi parlamentario conocido como la Comisión Consultiva Nacional (NCC). El Comité Nacional de Coordinación y el Lule gabinete refleja muy diferentes puntos de vista políticos. En junio de 1979, a raíz de una controversia sobre el alcance de los poderes presidenciales, el NCC sustituirá Lule con Godfrey Binaisa. En una controversia sobre las facultades de la Presidencia, Binaisa fue retirado en mayo de 1980. Posteriormente, Uganda estuvo gobernada por una comisión militar presidida por Paulo Muwanga. Las conversaciones de diciembre de 1980 condujeron a unas elecciones en las que la UPC volvió al poder bajo el liderazgo del Presidente Milton Obote, con Muwanga que actúa como vicepresidente. En virtud de Obot.  En sus esfuerzos por acabar con una insurrección dirigida por Yoweri Museveni y su National Resistance Army (NRA), que establece los residuos a una importante sección del país, especialmente en la zona de Luwero al norte de Kampala. 
Obote gobernó hasta el 27 de julio de 1985, cuando una brigada del ejército da un golpe militar, compuesto principalmente de la etnia Acholi y las tropas al mando del Teniente General Bazilio Olara Okello, tomó Kampala y proclamó un gobierno militar. Obote huido al exilio en Zambia. El nuevo régimen, encabezado por el excomandante de la fuerza de defensa General Tito Okello (sin relación con el teniente general Olara Okello), inició las negociaciones con las fuerzas insurgentes de Museveni. En el ínterin, se produjeron violaciones masivas de los derechos humanos, ya que el gobierno de Okello llevó a cabo una brutal contrainsurgencia, en un intento de destruir el apoyo de la ANR. 
Las negociaciones entre el gobierno de Okello y la ANR se llevaron a cabo en Nairobi en el otoño de 1985, con el presidente de Kenia, Daniel Arap Moi la búsqueda de una cesación del fuego y un gobierno de coalición en Uganda. Aunque se acordó a finales de 1985 un alto el fuego, la ANR continuó los combates, y se apoderó de Kampala y el país a fines de enero de 1986, obligando a las fuerzas de Okello a huir al norte hacia Sudán. Museveni, de las fuerzas organizadas de un gobierno con Museveni como presidente. 
Desde que asumió el poder, el gobierno dominado por la agrupación política creada por Museveni y sus seguidores, el Movimiento de Resistencia Nacional (MNR o el "Movimiento"), ha puesto fin a las violaciones de los derechos humanos de los gobiernos anteriores, se inició una sustancial y general liberalización política y de la libertad de prensa, e instituyó amplias reformas económicas y políticas después de consultar con el Fondo Monetario Internacional (FMI), el Banco Mundial, y los gobiernos donantes. 
En las zonas del norte, como Acholiland, ha habido resistencia armada contra el gobierno desde 1986. Acholi basada grupos rebeldes incluyen el Democrática del Pueblo de Uganda y el Ejército de Movimiento del Espíritu Santo. Actualmente, el único grupo rebelde que es el Ejército de Resistencia del Señor dirigido por Joseph Kony, que ha llevado a cabo el secuestro generalizado de los niños para servir como soldados o esclavos sexuales. 
En 1996, Uganda fue un elemento clave a favor del derrocamiento del presidente zaireño Mobutu Sese Seko durante la Primera Guerra del Congo al apoyar al líder rebelde Laurent Kabila.

### SigloXXI
Entre 1998 y 2003, el ejército de Uganda participó en la segunda guerra del Congo y apoyando a los grupos rebeldes como el Movimiento para la Liberación del Congo y de algunas facciones de la Coalición Congoleña para la Democracia. 
En agosto de 2005, el Parlamento votó a favor de cambiar la constitución para levantar límites de mandato presidencial, lo que permite Museveni presentarse a un tercer mandato si así lo desea. En un referéndum en julio de 2005, el 92,5% apoya la restauración de la política multipartidista. Kizza Besigye, rival político de Museveni, regresó del exilio en octubre de 2005, y participó como candidato presidencial para las elecciones de 2006. En el mismo mes, Milton Obote murió en Sudáfrica. Museveni ganó en febrero elecciones presidenciales de 2006.
En 2009, se propuso el proyecto de ley contra la homosexualidad. Fue propuesta el 13 de octubre de 2009 por el miembro del Parlamento David Bahati y, de haber sido promulgada, habría ampliado la criminalización de la homosexualidad en Uganda. Posteriormente, en el año 2014 se realizaron ciertas modificaciones al proyecto original, siendo finalmente aprobada en el mismo año. Introdujo la pena de muerte para las personas que tienen condenas anteriores, aquellos con VIH y/o que participasen en actos sexuales con menores de 18 años. Además,  introdujo la extradición para quienes mantienen relaciones sexuales con personas del mismo sexo fuera de Uganda y penalizó a personas, empresas, organizaciones de medios u organizaciones no gubernamentales que apoyaron los derechos LGBT
El 11 de julio de 2010, los terroristas de Al-Shabbaab mataron a 74 personas en Kampala. El 13 de septiembre de 2014, los servicios de seguridad e inteligencia de Uganda, con la ayuda de los Estados Unidos, identificaron y frustraron un gran ataque terrorista en Kampala. Recuperaron chalecos suicidas, artefactos explosivos improvisados y armas pequeñas, y arrestaron a 19 personas sospechosas de tener vínculos con dicha organización. Este ataque podría haber sido tan letal como el ataque en Nairobi durante el año anterior en Westgate Mall. Instead, it was a failure for al-Shabaab.
Las elecciones generales de Uganda de 2016 se llevaron a cabo en Uganda el 18 de febrero de 2016 para elegir al presidente y al parlamento. El día de las elecciones fue declarado feriado nacional. Museveni fue elegido presidente por quinta vez con un total de 60.62% de los votos. Antes de las elecciones, Museveni describió la formación de una Federación de África Oriental que uniera a Uganda, Tanzania, Kenia, Ruanda, Burundi y Sudán del Sur como "el objetivo número uno al que debemos apuntar". En septiembre de 2018, se formó un comité, formado para comenzar el proceso de redacción de una constitución regional, y un proyecto de constitución para una confederación se escribirá para 2021, con la idea de que se lograra su implementación para el 2023.
Las elecciones generales de Uganda de 2021 reeligieron al presidente Museveni para un sexto mandato. Dichas elecciones fueron criticadas por los observadores internacionales argumentando la presencia de violencia y una campaña de desinformación por parte del gobierno, además de la represión de los medios independientes, el arresto de los líderes de la oposición, el cierre de Internet y el acoso de los observadores. Según los resultados oficiales, Museveni ganó las elecciones con el 58% de los votos, mientras que la estrella del pop convertida en política Bobi Wine obtuvo el 35%. La oposición impugnó el resultado por denuncias de fraude generalizado e irregularidades.